# Distretto di Iwate
Il distretto di Iwate (岩手郡, Iwate-gun?) è uno dei distretti dell'omonima prefettura di Iwate, in Giappone.
Fanno parte del distretto i comuni di Iwate, Kuzumaki, Shizukuishi e Takizawa.
| Controllo di autorità | VIAF (EN) 257569932 · NDL (EN, JA) 00631656 |